# Campeonato de Primera División 2021-22 (Honduras)
El Campeonato de Primera División 2021-22 (también llamado Liga Betcris por motivos de patrocinio) fue la 56.ª edición  del Campeonato Anual de la Liga Nacional de Honduras.

## Sistema de competición
El Campeonato se constituye de dos torneos cortos —Torneo Apertura y Torneo Clausura—. El equipo que haya obtenido la peor puntuación, una vez finalizados ambos torneos, descenderá a la Liga de Ascenso. 
Cada torneo está compuesto por dos vueltas (con 9 jornadas cada una). Una vez finalizadas las vueltas regulares, los equipos que hayan alcanzado los primeros dos lugares en la tabla de posiciones, accederán automáticamente a las semifinales. 
Por otra parte, los clubes que hayan ocupado los puestos 3°, 4°, 5° y 6° tendrán que disputar una fase de eliminación previa. Los dos clubes que resulten ganadores en esta fase, clasificarán a las semifinales. 
Finalmente, el título de campeón lo disputarán los dos clubes que hayan superado la fase de semifinales.
Los campeones de los torneos Apertura y Clausura obtendrán su clasificación a la Liga Concacaf 2022. El tercer cupo lo conseguirá el mejor subcampeón del Campeonato Anual.

## Información de los equipos

### Ascenso y descenso
| Pos | a la Liga Nacional |
| --- | ------------------ |
| 1.º | Victoria           |

| Pos  | a la Liga de Ascenso |
| ---- | -------------------- |
| 10.º | Real de Minas        |

### Equipos participantes
| Equipo            | Ciudad         | Entrenador         | Estadio                  | Capacidad | Indumentaria | Patrocinador(es) principal(es) |
| ----------------- | -------------- | ------------------ | ------------------------ | --------- | ------------ | ------------------------------ |
| Olimpia           | Tegucigalpa    | Pablo Lavallén     | Nacional                 | 35 000    | Umbro        | Banco Atlántida                |
| Motagua           | Tegucigalpa    | Hernán Medina      | Nacional                 | 35 000    | Joma         | Pepsi                          |
| Real España       | San Pedro Sula | Héctor Vargas      | Morazán                  | 20 000    | Kelme        | El Cañal                       |
| Marathón          | San Pedro Sula | Manuel Keosseian   | Yankel Rosenthal         | 15 000    | Joma         | Llantilandia                   |
| Vida              | La Ceiba       | Fernando Mira      | Ceibeño                  | 20 000    | MGsports     | Molineros's Tigo               |
| Platense          | Puerto Cortés  | Ramón Maradiaga    | Excelsior                | 10 000    | Huriver      | Asiatiko's Parts               |
| Honduras Progreso | El Progreso    | Jhon Jairo López   | Humberto Micheletti      | 5000      | Puma Huriver | Llantilandia Tigo              |
| UPNFM             | Danlí          | Raúl Cáceres       | Marcelo Tinoco           | 35 000    | Createx      | Fundaupn Betcris               |
| Real Sociedad     | Tocoa          | David Fúnez (int.) | Francisco Martínez Durón | 10 000    | Gocca Sports | Molineros's                    |
| Victoria          | La Ceiba       | Salomón Nazar      | Ceibeño                  | 20 000    | Nova Sport   | Banco de Occidente             |

### Equipos por zona geográfica
| UPNFM Honduras Progreso Motagua Olimpia Victoria Real Sociedad Real España Marathón Vida Platense \| Departamento \| N.º \| Equipos \| \| ----------------- \| --- \| -------------------------------- \| \| Francisco Morazán \| 3 \| Motagua, Olimpia y UPNFM \| \| Cortés \| 3 \| Marathón, Platense y Real España \| \| Yoro \| 1 \| Honduras Progreso \| \| Atlántida \| 2 \| Vida y Victoria \| \| Colón \| 1 \| Real Sociedad \| |     |                                  |
| Departamento | N.º | Equipos                          |
| Francisco Morazán | 3   | Motagua, Olimpia y UPNFM         |
| Cortés | 3   | Marathón, Platense y Real España |
| Yoro | 1   | Honduras Progreso                |
| Atlántida | 2   | Vida y Victoria                  |
| Colón | 1   | Real Sociedad                    |

## Torneo Apertura
| Jornada 1          | Jornada 1 | Jornada 1 | Jornada 1          | Jornada 1     | Jornada 1 |
| Local              | Resultado | Visitante | Estadio            | Fecha         | Hora      |
| ------------------ | --------- | --------- | ------------------ | ------------- | --------- |
| Vida               | 1 - 1     | UPNFM     | Ceibeño            | 7 de agosto   | 19:15     |
| Real Sociedad      | 0 - 3     | Olimpia   | Francisco Martínez | 8 de agosto   | 15:06     |
| Motagua            | 3 - 0     | Platense  | Nacional           | 8 de agosto   | 16:00     |
| Honduras Progreso  | 1 - 2     | Marathón  | Morazán            | 8 de agosto   | 18:00     |
| Real España        | 1 - 1     | Victoria  | Morazán            | 20 de octubre | 19:00     |
| Total de goles: 13 |           |           |                    |               |           |

| Jornada 2          | Jornada 2 | Jornada 2         | Jornada 2          | Jornada 2    | Jornada 2 |
| Local              | Resultado | Visitante         | Estadio            | Fecha        | Hora      |
| ------------------ | --------- | ----------------- | ------------------ | ------------ | --------- |
| Marathón           | 5 - 1     | UPNFM             | Yankel Rosenthal   | 11 de agosto | 15:06     |
| Real Sociedad      | 3 - 3     | Vida              | Francisco Martínez | 11 de agosto | 19:00     |
| Victoria           | 0 - 1     | Motagua           | Ceibeño            | 11 de agosto | 19:00     |
| Olimpia            | 1 - 1     | Real España       | Nacional           | 11 de agosto | 19:30     |
| Platense           | 1 - 1     | Honduras Progreso | Excélsior          | 12 de agosto | 19:00     |
| Total de goles: 17 |           |                   |                    |              |           |

| Jornada 3          | Jornada 3 | Jornada 3         | Jornada 3        | Jornada 3    | Jornada 3 |
| Local              | Resultado | Visitante         | Estadio          | Fecha        | Hora      |
| ------------------ | --------- | ----------------- | ---------------- | ------------ | --------- |
| Marathón           | 2 - 0     | Motagua           | Yankel Rosenthal | 14 de agosto | 15:05     |
| Victoria           | 0 - 2     | Real Sociedad     | Ceibeño          | 14 de agosto | 19:00     |
| UPNFM              | 3 - 0     | Honduras Progreso | Marcelo Tinoco   | 15 de agosto | 15:00     |
| Platense           | 0 - 2     | Real España       | Excélsior        | 15 de agosto | 16:00     |
| Olimpia            | 1 - 1     | Vida              | Nacional         | 15 de agosto | 16:00     |
| Total de goles: 11 |           |                   |                  |              |           |

| Jornada 4          | Jornada 4 | Jornada 4     | Jornada 4           | Jornada 4    | Jornada 4 |
| Local              | Resultado | Visitante     | Estadio             | Fecha        | Hora      |
| ------------------ | --------- | ------------- | ------------------- | ------------ | --------- |
| Real España        | 1 - 1     | Real Sociedad | Morazán             | 21 de agosto | 17:00     |
| UPNFM              | 3 - 0     | Platense      | Marcelo Tinoco      | 21 de agosto | 19:00     |
| Honduras Progreso  | 2 - 0     | Victoria      | Humberto Micheletti | 21 de agosto | 19:00     |
| Vida               | 2 - 0     | Marathón      | Ceibeño             | 21 de agosto | 19:15     |
| Motagua            | 3 - 2     | Olimpia       | Nacional            | 22 de agosto | 16:00     |
| Total de goles: 14 |           |               |                     |              |           |

| Jornada 5          | Jornada 5 | Jornada 5         | Jornada 5          | Jornada 5    | Jornada 5 |
| Local              | Resultado | Visitante         | Estadio            | Fecha        | Hora      |
| ------------------ | --------- | ----------------- | ------------------ | ------------ | --------- |
| Real España        | 5 - 3     | UPNFM             | Morazán            | 25 de agosto | 18:00     |
| Real Sociedad      | 3 - 3     | Motagua           | Francisco Martínez | 25 de agosto | 19:00     |
| Vida               | 2 - 0     | Victoria          | Ceibeño            | 25 de agosto | 19:06     |
| Olimpia            | 2 - 1     | Honduras Progreso | Nacional           | 25 de agosto | 19:30     |
| Platense           | 3 - 1     | Marathón          | Excélsior          | 26 de agosto | 19:00     |
| Total de goles: 23 |           |                   |                    |              |           |

| Jornada 6         | Jornada 6 | Jornada 6   | Jornada 6           | Jornada 6    | Jornada 6 |
| Local             | Resultado | Visitante   | Estadio             | Fecha        | Hora      |
| ----------------- | --------- | ----------- | ------------------- | ------------ | --------- |
| Honduras Progreso | 1 - 1     | Vida        | Humberto Micheletti | 28 de agosto | 19:00     |
| Victoria          | 0 - 3     | Olimpia     | Ceibeño             | 28 de agosto | 19:00     |
| Marathón          | 0 - 1     | Real España | Yankel Rosenthal    | 29 de agosto | 15:08     |
| Real Sociedad     | 1 - 1     | Platense    | Francisco Martínez  | 29 de agosto | 17:16     |
| Motagua           | 0 - 0     | UPNFM       | Nacional            | 30 de agosto | 19:00     |
| Total de goles: 8 |           |             |                     |              |           |

| Jornada 7          | Jornada 7 | Jornada 7     | Jornada 7        | Jornada 7       | Jornada 7 |
| Local              | Resultado | Visitante     | Estadio          | Fecha           | Hora      |
| ------------------ | --------- | ------------- | ---------------- | --------------- | --------- |
| Olimpia            | 3 - 0     | Platense      | Nacional         | 1 de septiembre | 19:00     |
| UPNFM              | 3 - 0     | Victoria      | Marcelo Tinoco   | 3 de septiembre | 18:00     |
| Marathón           | 2 - 1     | Real Sociedad | Yankel Rosenthal | 4 de septiembre | 15:06     |
| Honduras Progreso  | 0 - 3     | Motagua       | Morazán          | 4 de septiembre | 19:00     |
| Vida               | 1 - 0     | Real España   | Ceibeño          | 4 de septiembre | 19:15     |
| Total de goles: 13 |           |               |                  |                 |           |

| Jornada 8          | Jornada 8 | Jornada 8         | Jornada 8          | Jornada 8        | Jornada 8 |
| Local              | Resultado | Visitante         | Estadio            | Fecha            | Hora      |
| ------------------ | --------- | ----------------- | ------------------ | ---------------- | --------- |
| UPNFM              | 0 - 0     | Olimpia           | Marcelo Tinoco     | 11 de septiembre | 17:00     |
| Real España        | 2 - 1     | Motagua           | Olímpico           | 11 de septiembre | 18:00     |
| Victoria           | 1 - 0     | Marathón          | Ceibeño            | 11 de septiembre | 19:00     |
| Real Sociedad      | 1 - 0     | Honduras Progreso | Francisco Martínez | 12 de septiembre | 15:00     |
| Platense           | 1 - 4     | Vida              | Excélsior          | 12 de septiembre | 16:00     |
| Total de goles: 10 |           |                   |                    |                  |           |

| Jornada 9          | Jornada 9 | Jornada 9     | Jornada 9           | Jornada 9        | Jornada 9 |
| Local              | Resultado | Visitante     | Estadio             | Fecha            | Hora      |
| ------------------ | --------- | ------------- | ------------------- | ---------------- | --------- |
| Marathón           | 3 - 1     | Olimpia       | Olímpico            | 15 de septiembre | 16:06     |
| UPNFM              | 2 - 0     | Real Sociedad | Marcelo Tinoco      | 15 de septiembre | 18:00     |
| Honduras Progreso  | 1 - 1     | Real España   | Humberto Micheletti | 15 de septiembre | 19:00     |
| Victoria           | 2 - 0     | Platense      | Ceibeño             | 15 de septiembre | 19:00     |
| Motagua            | 2 - 1     | Vida          | Marcelo Tinoco      | 16 de septiembre | 16:00     |
| Total de goles: 13 |           |               |                     |                  |           |

| Jornada 10         | Jornada 10 | Jornada 10        | Jornada 10     | Jornada 10       | Jornada 10 |
| Local              | Resultado  | Visitante         | Estadio        | Fecha            | Hora       |
| ------------------ | ---------- | ----------------- | -------------- | ---------------- | ---------- |
| Olimpia            | 4 - 0      | Victoria          | Morazán        | 18 de septiembre | 17:00      |
| Platense           | 2 - 3      | Real Sociedad     | Excélsior      | 19 de septiembre | 16:00      |
| UPNFM              | 2 - 2      | Motagua           | Marcelo Tinoco | 19 de septiembre | 16:00      |
| Real España        | 0 - 1      | Marathón          | Olímpico       | 19 de septiembre | 18:00      |
| Vida               | 1 - 0      | Honduras Progreso | Ceibeño        | 19 de septiembre | 19:00      |
| Total de goles: 15 |            |                   |                |                  |            |

| Jornada 11         | Jornada 11 | Jornada 11        | Jornada 11         | Jornada 11       | Jornada 11 |
| Local              | Resultado  | Visitante         | Estadio            | Fecha            | Hora       |
| ------------------ | ---------- | ----------------- | ------------------ | ---------------- | ---------- |
| Victoria           | 1 - 2      | Honduras Progreso | Ceibeño            | 22 de septiembre | 19:00      |
| Marathón           | 1 - 2      | Vida              | Yankel Rosenthal   | 25 de septiembre | 15:06      |
| Platense           | 2 - 3      | UPNFM             | Excélsior          | 26 de septiembre | 16:00      |
| Real Sociedad      | 0 - 4      | Real España       | Francisco Martínez | 26 de septiembre | 17:00      |
| Olimpia            | 0 - 0      | Motagua           | Nacional           | 6 de noviembre   | 19:00      |
| Total de goles: 15 |            |                   |                    |                  |            |

| Jornada 12         | Jornada 12 | Jornada 12    | Jornada 12          | Jornada 12   | Jornada 12 |
| Local              | Resultado  | Visitante     | Estadio             | Fecha        | Hora       |
| ------------------ | ---------- | ------------- | ------------------- | ------------ | ---------- |
| Real España        | 1 - 1      | Olimpia       | Morazán             | 2 de octubre | 19:00      |
| Honduras Progreso  | 4 - 2      | Platense      | Humberto Micheletti | 2 de octubre | 19:00      |
| Vida               | 2 - 1      | Real Sociedad | Ceibeño             | 2 de octubre | 19:15      |
| Motagua            | 5 - 0      | Victoria      | Nacional            | 3 de octubre | 16:00      |
| UPNFM              | 1 - 1      | Marathón      | Marcelo Tinoco      | 3 de octubre | 16:00      |
| Total de goles: 18 |            |               |                     |              |            |

| Jornada 13         | Jornada 13 | Jornada 13        | Jornada 13       | Jornada 13   | Jornada 13 |
| Local              | Resultado  | Visitante         | Estadio          | Fecha        | Hora       |
| ------------------ | ---------- | ----------------- | ---------------- | ------------ | ---------- |
| Marathón           | 2 - 1      | Honduras Progreso | Yankel Rosenthal | 9 de octubre | 15:06      |
| UPNFM              | 0 - 0      | Vida              | Marcelo Tinoco   | 9 de octubre | 17:00      |
| Platense           | 2 - 3      | Motagua           | Excélsior        | 9 de octubre | 19:00      |
| Victoria           | 0 - 2      | Real España       | Ceibeño          | 9 de octubre | 19:00      |
| Olimpia            | 4 - 0      | Real Sociedad     | Nacional         | 9 de octubre | 19:00      |
| Total de goles: 14 |            |                   |                  |              |            |

| Jornada 14         | Jornada 14 | Jornada 14 | Jornada 14          | Jornada 14    | Jornada 14 |
| Local              | Resultado  | Visitante  | Estadio             | Fecha         | Hora       |
| ------------------ | ---------- | ---------- | ------------------- | ------------- | ---------- |
| Honduras Progreso  | 0 - 1      | UPNFM      | Humberto Micheletti | 16 de octubre | 19:00      |
| Real España        | 2 - 1      | Platense   | Morazán             | 16 de octubre | 19:00      |
| Vida               | 2 - 1      | Olimpia    | Ceibeño             | 16 de octubre | 19:15      |
| Real Sociedad      | 2 - 1      | Victoria   | Francisco Martínez  | 17 de octubre | 15:00      |
| Motagua            | 2 - 1      | Marathón   | Nacional            | 17 de octubre | 16:00      |
| Total de goles: 13 |            |            |                     |               |            |

| Jornada 15         | Jornada 15 | Jornada 15    | Jornada 15       | Jornada 15    | Jornada 15 |
| Local              | Resultado  | Visitante     | Estadio          | Fecha         | Hora       |
| ------------------ | ---------- | ------------- | ---------------- | ------------- | ---------- |
| Honduras Progreso  | 0 - 2      | Olimpia       | Morazán          | 23 de octubre | 19:00      |
| Victoria           | 1 - 2      | Vida          | Ceibeño          | 23 de octubre | 19:00      |
| Marathón           | 1 - 1      | Platense      | Yankel Rosenthal | 24 de octubre | 15:06      |
| UPNFM              | 1 - 2      | Real España   | Marcelo Tinoco   | 24 de octubre | 16:00      |
| Motagua            | 5 - 1      | Real Sociedad | Nacional         | 24 de octubre | 16:00      |
| Total de goles: 16 |            |               |                  |               |            |

| Jornada 16         | Jornada 16 | Jornada 16        | Jornada 16         | Jornada 16    | Jornada 16 |
| Local              | Resultado  | Visitante         | Estadio            | Fecha         | Hora       |
| ------------------ | ---------- | ----------------- | ------------------ | ------------- | ---------- |
| Real Sociedad      | 0 - 3      | UPNFM             | Francisco Martínez | 27 de octubre | 15:00      |
| Real España        | 4 - 1      | Honduras Progreso | Morazán            | 27 de octubre | 19:00      |
| Olimpia            | 1 - 0      | Marathón          | Nacional           | 27 de octubre | 19:00      |
| Platense           | 1 - 2      | Victoria          | Excélsior          | 27 de octubre | 19:00      |
| Vida               | 1 - 1      | Motagua           | Ceibeño            | 27 de octubre | 19:15      |
| Total de goles: 14 |            |                   |                    |               |            |

| Jornada 17         | Jornada 17 | Jornada 17    | Jornada 17          | Jornada 17    | Jornada 17 |
| Local              | Resultado  | Visitante     | Estadio             | Fecha         | Hora       |
| ------------------ | ---------- | ------------- | ------------------- | ------------- | ---------- |
| Marathón           | 0 - 0      | Victoria      | Yankel Rosenthal    | 30 de octubre | 15:15      |
| Motagua            | 0 - 1      | Real España   | Nacional            | 30 de octubre | 19:00      |
| Olimpia            | 2 - 1      | UPNFM         | Nacional            | 31 de octubre | 16:00      |
| Vida               | 3 - 1      | Platense      | Ceibeño             | 31 de octubre | 17:15      |
| Honduras Progreso  | 2 - 1      | Real Sociedad | Humberto Micheletti | 31 de octubre | 19:00      |
| Total de goles: 11 |            |               |                     |               |            |

| Jornada 18         | Jornada 18 | Jornada 18        | Jornada 18         | Jornada 18     | Jornada 18 |
| Local              | Resultado  | Visitante         | Estadio            | Fecha          | Hora       |
| ------------------ | ---------- | ----------------- | ------------------ | -------------- | ---------- |
| Platense           | 1 - 4      | Olimpia           | Excélsior          | 9 de noviembre | 19:00      |
| Real Sociedad      | 0 - 3      | Marathón          | Francisco Martínez | 9 de noviembre | 19:00      |
| Motagua            | 3 - 2      | Honduras Progreso | Nacional           | 9 de noviembre | 19:00      |
| Victoria           | 1 - 0      | UPNFM             | Ceibeño            | 9 de noviembre | 19:00      |
| Real España        | 2 - 1      | Vida              | Morazán            | 9 de noviembre | 19:00      |
| Total de goles: 17 |            |                   |                    |                |            |

#### Tabla de posiciones
Simbología:

Pts: puntos acumulados.

PJ: partidos jugados.

PG: partidos ganados.

PE: partidos empatados.

PP: partidos perdidos.

GF: goles a favor.

GC: goles en contra.

|                                               |     | Equipo            | PJ | G  | E | P  | GF | GC | Dif. | Pts |
| --------------------------------------------- | --- | ----------------- | -- | -- | - | -- | -- | -- | ---- | --- |
|                                               | 1.  | Real España       | 18 | 11 | 5 | 2  | 32 | 15 | +17  | 38  |
|                                               | 2.  | Vida              | 18 | 10 | 6 | 2  | 30 | 17 | +13  | 36  |
|                                               | 3.  | Olimpia           | 18 | 10 | 5 | 3  | 35 | 14 | +21  | 35  |
|                                               | 4.  | Motagua           | 18 | 10 | 5 | 3  | 37 | 20 | +17  | 35  |
|                                               | 5.  | UPNFM             | 18 | 7  | 6 | 5  | 28 | 21 | +7   | 27  |
|                                               | 6.  | Marathón          | 18 | 8  | 3 | 7  | 25 | 19 | +6   | 27  |
|                                               | 7.  | Real Sociedad     | 18 | 4  | 4 | 10 | 20 | 41 | -21  | 16  |
|                                               | 8.  | Honduras Progreso | 18 | 4  | 3 | 11 | 19 | 31 | -12  | 15  |
|                                               | 9.  | Victoria          | 18 | 4  | 2 | 12 | 10 | 32 | -22  | 14  |
|                                               | 10. | Platense          | 18 | 1  | 3 | 14 | 19 | 45 | -26  | 6   |
| Última actualización: 9 de noviembre de 2021. |     |                   |    |    |   |    |    |    |      |     |

|  | Clasificado directo a semifinales |
|  | Clasificado a repechaje           |
|  | Último lugar                      |

### Fase final
|  | Repechajes | Repechajes | Repechajes | Repechajes | Repechajes |  |  | Semifinales | Semifinales | Semifinales | Semifinales | Semifinales |  |  | Final | Final       | Final | Final | Final |
|  |            |            |            |            |            |  |  |             |             |             |             |             |  |  |       |             |       |       |       |
|  |            |            |            |            |            |  |  | 1.º         | Real España | 1           | 2           | 3           |  |  |       |             |       |       |       |
|  | 4.º        | Motagua    | 2          | 3          | 5          |  |  | 4.º         | Motagua     | 1           | 0           | 1           |  |  |       |             |       |       |       |
|  | 5.º        | UPNFM      | 1          | 1          | 2          |  |  |             |             |             |             |             |  |  | 1.º   | Real España | 0     | 0     | 0     |
|  |            |            |            |            |            |  |  |             |             |             |             |             |  |  | 3.º   | Olimpia     | 2     | 1     | 3     |
|  |            |            |            |            |            |  |  | 2.º         | Vida        | 0           | 2           | 2           |  |  |       |             |       |       |       |
|  | 3.º        | Olimpia    | 0          | 3          | 3          |  |  | 3.º         | Olimpia     | 2           | 1           | 3           |  |  |       |             |       |       |       |
|  | 6.º        | Marathón   | 1          | 0          | 1          |  |  |             |             |             |             |             |  |  |       |             |       |       |       |

### Repechajes
| 18 de noviembre de 2021, 19:05 | UPNFM                | 1:2 (0:0) | Motagua       | Estadio Marcelo Tinoco, Danlí |                            |
|                                | Ramírez 90+7' (pen.) | Reporte   | López 50' 57' | Árbitro(s): Nelson Salgado    | Árbitro(s): Nelson Salgado |

| 20 de noviembre de 2021, 19:06 | Motagua                                  | 3:1 (2:1) | UPNFM     | Estadio Nacional, Tegucigalpa |                        |
|                                | López 1' · Moreira 37' · Villafranca 79' | Reporte   | Mejía 15' | Árbitro(s): Luis Mejía        | Árbitro(s): Luis Mejía |

| 18 de noviembre de 2021, 19:00 | Marathón     | 1:0 (1:0) | Olimpia | Estadio Olímpico Metropolitano, San Pedro Sula |                              |
|                                | Martínez 29' | Reporte   |         | Árbitro(s): Melissa Pastrana                   | Árbitro(s): Melissa Pastrana |

| 21 de noviembre de 2021, 15:00 | Olimpia                                    | 3:0 (1:0) | Marathón | Estadio Nacional, Tegucigalpa |                           |
|                                | Altamirano 41' · Hernández 80' · Reyes 84' | Reporte   |          | Árbitro(s): Said Martínez     | Árbitro(s): Said Martínez |

### Semifinales
| 4 de diciembre de 2021, 19:00 | Motagua            | 1:1 (0:1) | Real España | Estadio Nacional, Tegucigalpa |                          |
|                               | García (Ag.) 90+4' | Reporte   | García 31'  | Árbitro(s): Selvin Brown      | Árbitro(s): Selvin Brown |

| 11 de diciembre de 2021, 19:00 | Real España                   | 2:0 (0:0) | Motagua | Estadio Morazán, San Pedro Sula |                           |
|                                | Rocca 61' · Pereira (Ag.) 64' | Reporte   |         | Árbitro(s): Óscar Moncada       | Árbitro(s): Óscar Moncada |

| 5 de diciembre de 2021, 16:00 | Olimpia                        | 2:0 (0:0) | Vida | Estadio Nacional, Tegucigalpa |                               |
|                               | Maldonado 56' · Bengtson 90+2' | Reporte   |      | Árbitro(s): Jefferson Escobar | Árbitro(s): Jefferson Escobar |

| 11 de diciembre de 2021, 19:30 | Vida                  | 2:1 (2:1) | Olimpia      | Estadio Ceibeño, La Ceiba  |                            |
|                                | Palma 5' · Montes 21' | Reporte   | Bengtson 18' | Árbitro(s): Armando Castro | Árbitro(s): Armando Castro |

### Final
| 19 de diciembre de 2021, 16:00 | Olimpia         | 2:0 (1:0) | Real España | Estadio Nacional, Tegucigalpa |                           |
|                                | Álvarez 39' 50' | Reporte   |             | Árbitro(s): Óscar Moncada     | Árbitro(s): Óscar Moncada |

| 23 de diciembre de 2021, 19:00 | Real España | 0:1 (0:0) | Olimpia      | Estadio Morazán, San Pedro Sula |                           |
|                                |             | Reporte   | Bengtson 58' | Árbitro(s): Said Martínez       | Árbitro(s): Said Martínez |

|                            |
| Campeón Olimpia 34° título |

## Torneo Clausura
| Jornada 1          | Jornada 1 | Jornada 1     | Jornada 1           | Jornada 1   | Jornada 1 |
| Local              | Resultado | Visitante     | Estadio             | Fecha       | Hora      |
| ------------------ | --------- | ------------- | ------------------- | ----------- | --------- |
| UPNFM              | 3 - 0     | Vida          | Marcelo Tinoco      | 19 de enero | 17:00     |
| Olimpia            | 4 - 2     | Real Sociedad | Morazán             | 19 de enero | 19:00     |
| Honduras Progreso  | 2 - 1     | Motagua       | Humberto Micheletti | 19 de enero | 19:15     |
| Victoria           | 4 - 1     | Real España   | Ceibeño             | 19 de enero | 19:15     |
| Marathón           | 1 - 0     | Platense      | Morazán             | 20 de enero | 19:06     |
| Total de goles: 17 |           |               |                     |             |           |

| Jornada 2         | Jornada 2 | Jornada 2     | Jornada 2           | Jornada 2   | Jornada 2 |
| Local             | Resultado | Visitante     | Estadio             | Fecha       | Hora      |
| ----------------- | --------- | ------------- | ------------------- | ----------- | --------- |
| Honduras Progreso | 1 - 2     | UPNFM         | Humberto Micheletti | 22 de enero | 19:15     |
| Victoria          | 2 - 0     | Real Sociedad | Ceibeño             | 22 de enero | 19:30     |
| Motagua           | 0 - 0     | Vida          | Marcelo Tinoco      | 23 de enero | 16:00     |
| Marathón          | 1 - 0     | Olimpia       | Morazán             | 23 de enero | 16:06     |
| Platense          | 2 - 1     | Real España   | Excélsior           | 23 de enero | 17:00     |
| Total de goles: 9 |           |               |                     |             |           |

| Jornada 3          | Jornada 3 | Jornada 3         | Jornada 3          | Jornada 3    | Jornada 3 |
| Local              | Resultado | Visitante         | Estadio            | Fecha        | Hora      |
| ------------------ | --------- | ----------------- | ------------------ | ------------ | --------- |
| Olimpia            | 3 - 0     | Honduras Progreso | Marcelo Tinoco     | 5 de febrero | 17:00     |
| Real España        | 1 - 2     | Motagua           | Morazán            | 5 de febrero | 19:00     |
| Platense           | 0 - 2     | Victoria          | Excélsior          | 5 de febrero | 19:00     |
| Vida               | 3 - 0     | Marathón          | Ceibeño            | 5 de febrero | 19:30     |
| Real Sociedad      | 2 - 2     | UPNFM             | Francisco Martínez | 6 de febrero | 15:00     |
| Total de goles: 15 |           |                   |                    |              |           |

| Jornada 4          | Jornada 4 | Jornada 4         | Jornada 4          | Jornada 4     | Jornada 4 |
| Local              | Resultado | Visitante         | Estadio            | Fecha         | Hora      |
| ------------------ | --------- | ----------------- | ------------------ | ------------- | --------- |
| Motagua            | 1 - 0     | Victoria          | Marcelo Tinoco     | 8 de febrero  | 15:00     |
| Real Sociedad      | 4 - 2     | Honduras Progreso | Francisco Martínez | 9 de febrero  | 15:00     |
| UPNFM              | 1 - 2     | Platense          | Marcelo Tinoco     | 9 de febrero  | 18:00     |
| Vida               | 0 - 3     | Olimpia           | Ceibeño            | 9 de febrero  | 19:30     |
| Marathón           | 2 - 0     | Real España       | Olímpico           | 10 de febrero | 19:06     |
| Total de goles: 15 |           |                   |                    |               |           |

| Jornada 5          | Jornada 5 | Jornada 5     | Jornada 5           | Jornada 5     | Jornada 5 |
| Local              | Resultado | Visitante     | Estadio             | Fecha         | Hora      |
| ------------------ | --------- | ------------- | ------------------- | ------------- | --------- |
| Olimpia            | 1 - 1     | Motagua       | Morazán             | 12 de febrero | 19:00     |
| Victoria           | 3 - 0     | UPNFM         | Ceibeño             | 12 de febrero | 19:30     |
| Honduras Progreso  | 2 - 1     | Marathón      | Humberto Micheletti | 13 de febrero | 16:00     |
| Platense           | 1 - 2     | Vida          | Excélsior           | 13 de febrero | 17:00     |
| Real España        | 4 - 1     | Real Sociedad | Morazán             | 13 de febrero | 17:00     |
| Total de goles: 13 |           |               |                     |               |           |

| Jornada 6          | Jornada 6 | Jornada 6         | Jornada 6          | Jornada 6     | Jornada 6 |
| Local              | Resultado | Visitante         | Estadio            | Fecha         | Hora      |
| ------------------ | --------- | ----------------- | ------------------ | ------------- | --------- |
| Marathón           | 2 - 3     | Victoria          | Yankel Rosenthal   | 19 de febrero | 15:06     |
| Vida               | 0 - 2     | Honduras Progreso | Ceibeño            | 19 de febrero | 19:30     |
| Real Sociedad      | 1 - 1     | Platense          | Francisco Martínez | 20 de febrero | 15:00     |
| UPNFM              | 0 - 0     | Motagua           | Marcelo Tinoco     | 20 de febrero | 16:00     |
| Olimpia            | 1 - 3     | Real España       | Ceibeño            | 20 de febrero | 17:00     |
| Total de goles: 13 |           |                   |                    |               |           |

| Jornada 7          | Jornada 7 | Jornada 7         | Jornada 7          | Jornada 7     | Jornada 7 |
| Local              | Resultado | Visitante         | Estadio            | Fecha         | Hora      |
| ------------------ | --------- | ----------------- | ------------------ | ------------- | --------- |
| UPNFM              | 0 - 3     | Olimpia           | Marcelo Tinoco     | 26 de febrero | 17:00     |
| Real España        | 3 - 0     | Honduras Progreso | Morazán            | 26 de febrero | 19:00     |
| Victoria           | 1 - 2     | Vida              | Ceibeño            | 26 de febrero | 19:30     |
| Real Sociedad      | 1 - 0     | Marathón          | Francisco Martínez | 27 de febrero | 15:00     |
| Motagua            | 2 - 0     | Platense          | Nacional           | 27 de febrero | 16:00     |
| Total de goles: 12 |           |                   |                    |               |           |

| Jornada 8          | Jornada 8 | Jornada 8     | Jornada 8           | Jornada 8  | Jornada 8 |
| Local              | Resultado | Visitante     | Estadio             | Fecha      | Hora      |
| ------------------ | --------- | ------------- | ------------------- | ---------- | --------- |
| Motagua            | 2 - 1     | Marathón      | Nacional            | 2 de marzo | 19:00     |
| Real España        | 1 - 0     | UPNFM         | Morazán             | 2 de marzo | 19:00     |
| Platense           | 0 - 3     | Olimpia       | Excélsior           | 2 de marzo | 19:00     |
| Vida               | 4 - 0     | Real Sociedad | Ceibeño             | 2 de marzo | 19:30     |
| Honduras Progreso  | 2 - 1     | Victoria      | Humberto Micheletti | 3 de marzo | 19:15     |
| Total de goles: 14 |           |               |                     |            |           |

| Jornada 9          | Jornada 9 | Jornada 9         | Jornada 9          | Jornada 9  | Jornada 9 |
| Local              | Resultado | Visitante         | Estadio            | Fecha      | Hora      |
| ------------------ | --------- | ----------------- | ------------------ | ---------- | --------- |
| Vida               | 0 - 1     | Real España       | Ceibeño            | 5 de marzo | 19:30     |
| Real Sociedad      | 2 - 1     | Motagua           | Francisco Martínez | 6 de marzo | 15:00     |
| Olimpia            | 0 - 1     | Victoria          | Nacional           | 6 de marzo | 16:00     |
| Platense           | 0 - 0     | Honduras Progreso | Excelsior          | 6 de marzo | 17:00     |
| Marathón           | 4 - 1     | UPNFM             | Olímpico           | 6 de marzo | 17:06     |
| Total de goles: 10 |           |                   |                    |            |           |

| Jornada 10         | Jornada 10 | Jornada 10    | Jornada 10          | Jornada 10  | Jornada 10 |
| Local              | Resultado  | Visitante     | Estadio             | Fecha       | Hora       |
| ------------------ | ---------- | ------------- | ------------------- | ----------- | ---------- |
| Marathón           | 1 - 1      | Vida          | Olímpico            | 12 de marzo | 17:06      |
| UPNFM              | 1 - 0      | Real Sociedad | Marcelo Tinoco      | 12 de marzo | 18:00      |
| Honduras Progreso  | 1 - 3      | Olimpia       | Humberto Micheletti | 12 de marzo | 19:15      |
| Victoria           | 0 - 1      | Platense      | Ceibeño             | 12 de marzo | 19:30      |
| Motagua            | 0 - 2      | Real España   | Nacional            | 13 de marzo | 16:00      |
| Total de goles: 10 |            |               |                     |             |            |

| Jornada 11         | Jornada 11 | Jornada 11        | Jornada 11         | Jornada 11  | Jornada 11 |
| Local              | Resultado  | Visitante         | Estadio            | Fecha       | Hora       |
| ------------------ | ---------- | ----------------- | ------------------ | ----------- | ---------- |
| UPNFM              | 2 - 2      | Honduras Progreso | Marcelo Tinoco     | 19 de marzo | 17:00      |
| Real España        | 3 - 2      | Platense          | Morazán            | 19 de marzo | 19:00      |
| Vida               | 2 - 0      | Motagua           | Ceibeño            | 19 de marzo | 19:30      |
| Real Sociedad      | 1 - 3      | Victoria          | Francisco Martínez | 20 de marzo | 15:30      |
| Olimpia            | 3 - 0      | Marathón          | Nacional           | 20 de marzo | 17:00      |
| Total de goles: 18 |            |                   |                    |             |            |

| Jornada 12        | Jornada 12 | Jornada 12    | Jornada 12          | Jornada 12  | Jornada 12 |
| Local             | Resultado  | Visitante     | Estadio             | Fecha       | Hora       |
| ----------------- | ---------- | ------------- | ------------------- | ----------- | ---------- |
| Real España       | 3 - 1      | Marathón      | Rubén Deras         | 27 de abril | 18:00      |
| Honduras Progreso | 0 - 1      | Real Sociedad | Humberto Micheletti | 2 de abril  | 19:15      |
| Victoria          | 1 - 0      | Motagua       | Ceibeño             | 2 de abril  | 19:30      |
| Platense          | 1 - 0      | UPNFM         | Excélsior           | 3 de abril  | 16:00      |
| Olimpia           | 2 - 0      | Vida          | Nacional            | 3 de abril  | 17:00      |
| Total de goles: 6 |            |               |                     |             |            |

| Jornada 13         | Jornada 13 | Jornada 13        | Jornada 13         | Jornada 13 | Jornada 13 |
| Local              | Resultado  | Visitante         | Estadio            | Fecha      | Hora       |
| ------------------ | ---------- | ----------------- | ------------------ | ---------- | ---------- |
| UPNFM              | 0 - 3      | Victoria          | Marcelo Tinoco     | 6 de abril | 18:00      |
| Real Sociedad      | 0 - 3      | Real España       | Francisco Martínez | 6 de abril | 19:00      |
| Marathón           | 1 - 1      | Honduras Progreso | Olímpico           | 6 de abril | 19:00      |
| Motagua            | 1 - 2      | Olimpia           | Nacional           | 6 de abril | 19:00      |
| Vida               | 1 - 1      | Platense          | Ceibeño            | 6 de abril | 19:30      |
| Total de goles: 13 |            |                   |                    |            |            |

| Jornada 14        | Jornada 14 | Jornada 14    | Jornada 14          | Jornada 14  | Jornada 14 |
| Local             | Resultado  | Visitante     | Estadio             | Fecha       | Hora       |
| ----------------- | ---------- | ------------- | ------------------- | ----------- | ---------- |
| Honduras Progreso | 3 - 1      | Vida          | Humberto Micheletti | 9 de abril  | 19:15      |
| Victoria          | 0 - 1      | Marathón      | Ceibeño             | 9 de abril  | 19:30      |
| Motagua           | 2 - 0      | UPNFM         | Nacional            | 10 de abril | 16:00      |
| Real España       | 1 - 0      | Olimpia       | Olímpico            | 10 de abril | 17:00      |
| Platense          | 1 - 0      | Real Sociedad | Excélsior           | 10 de abril | 19:00      |
| Total de goles: 9 |            |               |                     |             |            |

| Jornada 15         | Jornada 15 | Jornada 15        | Jornada 15         | Jornada 15  | Jornada 15 |
| Local              | Resultado  | Visitante         | Estadio            | Fecha       | Hora       |
| ------------------ | ---------- | ----------------- | ------------------ | ----------- | ---------- |
| Marathón           | 0 - 3      | Motagua           | Yankel Rosenthal   | 13 de abril | 15:06      |
| UPNFM              | 0 - 2      | Real España       | Marcelo Tinoco     | 13 de abril | 17:00      |
| Olimpia            | 0 - 0      | Platense          | Nacional           | 13 de abril | 19:00      |
| Victoria           | 2 - 2      | Honduras Progreso | Ceibeño            | 13 de abril | 19:30      |
| Real Sociedad      | 4 - 1      | Vida              | Francisco Martínez | 14 de abril | 19:00      |
| Total de goles: 14 |            |                   |                    |             |            |

| Jornada 16         | Jornada 16 | Jornada 16        | Jornada 16 | Jornada 16  | Jornada 16 |
| Local              | Resultado  | Visitante         | Estadio    | Fecha       | Hora       |
| ------------------ | ---------- | ----------------- | ---------- | ----------- | ---------- |
| Real Sociedad      | 0 - 1      | Olimpia           | San Jorge  | 20 de abril | 19:00      |
| Motagua            | 3 - 2      | Honduras Progreso | Nacional   | 20 de abril | 19:00      |
| Platense           | 1 - 0      | Marathón          | Excélsior  | 20 de abril | 19:00      |
| Real España        | 3 - 1      | Victoria          | Morazán    | 20 de abril | 19:00      |
| Vida               | 4 - 2      | UPNFM             | Ceibeño    | 20 de abril | 19:30      |
| Total de goles: 17 |            |                   |            |             |            |

| Jornada 17         | Jornada 17 | Jornada 17    | Jornada 17          | Jornada 17  | Jornada 17 |
| Local              | Resultado  | Visitante     | Estadio             | Fecha       | Hora       |
| ------------------ | ---------- | ------------- | ------------------- | ----------- | ---------- |
| Honduras Progreso  | 1 - 1      | Real España   | Humberto Micheletti | 23 de abril | 19:15      |
| Vida               | 1 - 1      | Victoria      | Ceibeño             | 23 de abril | 19:30      |
| Olimpia            | 0 - 1      | UPNFM         | Nacional            | 24 de abril | 17:00      |
| Marathón           | 6 - 0      | Real Sociedad | Olímpico            | 24 de abril | 17:00      |
| Platense           | 0 - 0      | Motagua       | Excélsior           | 24 de abril | 18:00      |
| Total de goles: 11 |            |               |                     |             |            |

| Jornada 18         | Jornada 18 | Jornada 18    | Jornada 18          | Jornada 18  | Jornada 18 |
| Local              | Resultado  | Visitante     | Estadio             | Fecha       | Hora       |
| ------------------ | ---------- | ------------- | ------------------- | ----------- | ---------- |
| Real España        | 1 - 4      | Vida          | Excélsior           | 30 de abril | 19:00      |
| UPNFM              | 1 - 2      | Marathón      | Marcelo Tinoco      | 30 de abril | 19:00      |
| Victoria           | 3 - 2      | Olimpia       | Ceibeño             | 30 de abril | 19:00      |
| Honduras Progreso  | 3 - 1      | Platense      | Humberto Micheletti | 30 de abril | 19:00      |
| Motagua            | 6 - 0      | Real Sociedad | Nacional            | 30 de abril | 19:00      |
| Total de goles: 23 |            |               |                     |             |            |

#### Tabla de posiciones
Simbología:

Pts: puntos acumulados.

PJ: partidos jugados.

PG: partidos ganados.

PE: partidos empatados.

PP: partidos perdidos.

GF: goles a favor.

GC: goles en contra.

|                                            |     | Equipo        | PJ | G  | E | P  | GF | GC | Dif. | Pts |
| ------------------------------------------ | --- | ------------- | -- | -- | - | -- | -- | -- | ---- | --- |
|                                            | 1.  | Real España   | 18 | 12 | 1 | 5  | 34 | 21 | +13  | 37  |
|                                            | 2.  | Olimpia       | 18 | 10 | 2 | 6  | 31 | 15 | +16  | 32  |
|                                            | 3.  | Victoria      | 18 | 10 | 2 | 6  | 31 | 19 | +12  | 32  |
|                                            | 4.  | Motagua       | 18 | 8  | 4 | 6  | 25 | 16 | +9   | 28  |
|                                            | 5.  | Vida          | 18 | 7  | 4 | 7  | 26 | 26 | 0    | 25  |
|                                            | 6.  | Marathón      | 18 | 7  | 2 | 9  | 24 | 25 | -1   | 23  |
|                                            | 7.  | Honduras P    | 18 | 6  | 5 | 7  | 26 | 30 | -4   | 23  |
|                                            | 8.  | Platense      | 18 | 6  | 5 | 7  | 14 | 20 | -6   | 23  |
|                                            | 9.  | Real Sociedad | 18 | 5  | 2 | 11 | 19 | 42 | -23  | 17  |
|                                            | 10. | UPNFM         | 18 | 4  | 3 | 11 | 16 | 32 | -16  | 15  |
| Última actualización: 30 de abril de 2022. |     |               |    |    |   |    |    |    |      |     |

|  | Clasificado directo a semifinales |
|  | Clasificado a la fase final       |
|  | Último Lugar                      |

### Fase final
|  | Repechajes | Repechajes | Repechajes | Repechajes | Repechajes |  |  | Semifinales | Semifinales | Semifinales | Semifinales | Semifinales |  |  | Final | Final       | Final | Final | Final |
|  |            |            |            |            |            |  |  |             |             |             |             |             |  |  |       |             |       |       |       |
|  |            |            |            |            |            |  |  | 1.°         | Real España | 2           | 1           | 3           |  |  |       |             |       |       |       |
|  | 3.°        | Victoria   | 1          | 1          | 2          |  |  | 6.°         | Marathón    | 0           | 1           | 1           |  |  |       |             |       |       |       |
|  | 6.°        | Marathón   | 4          | 1          | 5          |  |  |             |             |             |             |             |  |  | 1.°   | Real España | 0     | 2     | 2     |
|  |            |            |            |            |            |  |  |             |             |             |             |             |  |  | 4.°   | Motagua     | 3     | 0     | 3     |
|  |            |            |            |            |            |  |  | 2.°         | Olimpia     | 1           | 0           | 1           |  |  |       |             |       |       |       |
|  | 4.°        | Motagua    | 3          | 0          | 3          |  |  | 4.°         | Motagua     | 1           | 1           | 2           |  |  |       |             |       |       |       |
|  | 5.°        | Vida       | 0          | 0          | 0          |  |  |             |             |             |             |             |  |  |       |             |       |       |       |

### Repechajes
| 5 de mayo de 2022, 19:06 | Marathón                                                     | 4:1 (2:0) | Victoria  | Estadio Olímpico, San Pedro Sula. |                         |
|                          | Castillo 27' · Campana 44' · Solano 53' (pen.) · Ramos 90+3' | Reporte   | Colón 56' | Árbitro(s): Raúl Castro           | Árbitro(s): Raúl Castro |

| 7 de mayo de 2022, 19:00 | Victoria           | 1:1 (0:0) | Marathón         | Estadio Ceibeño, La Ceiba. |                            |
|                          | Canales 49' (pen.) | Reporte   | Lanza 78' (pen.) | Árbitro(s): Nelson Salgado | Árbitro(s): Nelson Salgado |

| 4 de mayo de 2022, 19:30 | Vida | 0:3 (0:0) | Motagua                              | Estadio Ceibeño, La Ceiba. |                          |
|                          |      | Reporte   | López 50' · Santos 72' · Moncada 77' | Árbitro(s): Álex Morazán   | Árbitro(s): Álex Morazán |

| 8 de mayo de 2022, 17:00 | Motagua | 0:0 (0:0) | Vida | Estadio Nacional, Tegucigalpa. |                               |
|                          |         | Reporte   |      | Árbitro(s): Orlando Hernández  | Árbitro(s): Orlando Hernández |

### Semifinales
| 11 de mayo de 2022, 19:06 | Marathón | 0:2 (0:1) | Real España                | Estadio Olímpico, San Pedro Sula. |                          |
|                           |          | Reporte   | Lacayo 26' · Bernárdez 62' | Árbitro(s): Selvin Brown          | Árbitro(s): Selvin Brown |

| 14 de mayo de 2022, 19:00 | Real España | 1:1 (1:0) | Marathón    | Estadio Morazán, San Pedro Sula. |                           |
|                           | Lacayo 18'  | Reporte   | Campana 74' | Árbitro(s): Óscar Moncada        | Árbitro(s): Óscar Moncada |

| 12 de mayo de 2022, 19:00 | Motagua     | 1:1 (1:1) | Olimpia      | Estadio Nacional, Tegucigalpa. |                           |
|                           | Moreira 23' | Reporte   | Chirinos 21' | Árbitro(s): Said Martínez      | Árbitro(s): Said Martínez |

| 15 de mayo de 2022, 17:00 | Olimpia | 0:1 (0:1) | Motagua    | Estadio Nacional, Tegucigalpa. |                              |
|                           |         | Reporte   | Moreira 4' | Árbitro(s): Melvin Matamoros   | Árbitro(s): Melvin Matamoros |

### Final
| 22 de mayo de 2022, 17:00 | Motagua                              | 3:0 (1:0) | Real España | Estadio Nacional, Tegucigalpa. |                              |
|                           | Moreira 29' · Tejeda 53' · López 85' | Reporte   |             | Árbitro(s): Melvin Matamoros   | Árbitro(s): Melvin Matamoros |

| 29 de mayo de 2022, 15:00 | Real España            | 2:0 (2:0) | Motagua | Estadio Olímpico, San Pedro Sula. |                          |
|                           | García 38' · Rocca 45' |           |         | Árbitro(s): Selvin Brown          | Árbitro(s): Selvin Brown |

|                             |
| Campeón Motagua 18.° título |

## Cambios de entrenadores, jugadores extranjeros y descenso

### Cambios de entrenadores

#### Apertura
| Equipo            | Entrenador saliente | Fecha                | Jor.   | Pos. | Entrenador entrante | Fecha                | Jor.  |
| ----------------- | ------------------- | -------------------- | ------ | ---- | ------------------- | -------------------- | ----- |
| Platense          | Jhon Jairo López    | 22 de abril de 2021  | Pre.   | Pre. | Nicolás Suazo       | 1 de julio de 2021   | Pre.  |
| Marathón          | Héctor Vargas       | 29 de abril de 2021  | Pre.   | Pre. | Martín García       | 7 de julio de 2021   | Pre.  |
| Honduras Progreso | Fernando Araújo     | 13 de mayo de 2021   | Pre.   | Pre. | Jhon Jairo López    | 2 de julio de 2021   | Pre.  |
| UPNFM             | Salomón Nazar       | 18 de junio de 2021  | Pre.   | Pre. | Raúl Cáceres        | 22 de junio de 2021  | Pre.  |
| Platense          | Nicolás Suazo       | 17 de agosto de 2021 | 1 - 3  | 9.º  | Ramón Maradiaga     | 18 de agosto de 2021 | 4 -   |
| Victoria          | Carlos Padilla      | 22 de agosto de 2021 | 1 - 4  | 10.º | Elvin López (int.)  | 23 de agosto de 2021 | 5 - 6 |
| Victoria          | Elvin López (int.)  | 28 de agosto de 2021 | 5 - 6  | 10.º | Salomón Nazar       | 29 de agosto de 2021 | 7 -   |
| Real Sociedad     | Héctor Castellón    | 4 de octubre de 2021 | 1 - 12 | 7.º  | David Fúnez (int.)  | 4 de octubre de 2021 | 13    |
| Real Sociedad     | David Fúnez (int.)  | 9 de octubre de 2021 | 13     | 7.º  | Mario Petrone       | 8 de octubre de 2021 | 14 -  |

#### Clausura
| Equipo        | Entrenador saliente         | Fecha                   | Jor.   | Pos. | Entrenador entrante         | Fecha                   | Jor. |
| ------------- | --------------------------- | ----------------------- | ------ | ---- | --------------------------- | ----------------------- | ---- |
| Real Sociedad | Mario Petrone               | 10 de diciembre de 2021 | Pre.   | Pre. | Carlos Tábora               | 15 de diciembre de 2021 | Pre. |
| Olimpia       | Pedro Troglio               | 28 de diciembre de 2021 | Pre.   | Pre. | Juan Carlos Espinoza (int.) | 30 de diciembre de 2021 | Pre. |
| Olimpia       | Juan Carlos Espinoza (int.) | 8 de enero de 2022      | 1 - 2  | 4.º  | Pablo Lavallén              | 8 de enero de 2022      | 3 -  |
| Real España   | Raúl Gutiérrez              | 11 de febrero de 2022   | 1 - 4  | 10.º | Emilson Soto (int.)         | 11 de febrero de 2022   | 5 -  |
| Real Sociedad | Carlos Tábora               | 15 de febrero de 2022   | 1 - 5  | 9.º  | David Fúnez (int.)          | 16 de febrero de 2022   | 6 -  |
| Real España   | Emilson Soto (int.)         | 16 de febrero de 2022   | 5      | 10.º | Héctor Vargas               | 16 de febrero de 2022   | 6 -  |
| Real Sociedad | David Fúnez (int.)          | 23 de febrero de 2022   | 6      | 10.º | Orlando Restrepo            | 23 de febrero de 2022   | 7 -  |
| Motagua       | Diego Vásquez               | 27 de febrero de 2022   | 1 - 7  | 3.º  | César Obando                | 28 de febrero de 2022   | 8 -  |
| Marathón      | Martín García               | 14 de marzo de 2022     | 1 - 10 | 6.°  | Jorge Ernesto Pineda (int.) | 15 de marzo de 2022     | 11 - |
| Marathón      | Jorge Ernesto Pineda (int.) | 15 de marzo de 2022     | 11     | 7.°  | Manuel Keosseian            | 15 de marzo de 2022     | 12 - |
| Motagua       | César Obando                | 17 de marzo de 2022     | 8 - 12 | 5.°  | Hernán Medina               | 17 de marzo de 2022     | 13 - |
| Real Sociedad | Orlando Restrepo            | 25 de abril de 2022     | 7 - 17 | 9.º  | David Fúnez (int.)          | 25 de abril de 2022     | 18 - |

### Jugadores extranjeros
- Nota: De acuerdo con los reglamentos impuestos por la Liga Nacional de Fútbol Profesional de Honduras (LNFP) y la Federación Nacional Autónoma de Fútbol de Honduras (FENAFUTH), los equipos hondureños de Primera División están limitados a tener en sus plantillas un máximo de cuatro jugadores extranjeros. Los jugadores extranjeros que ocupan la quinta plaza también poseen la nacionalidad hondureña y, por lo tanto, utilizan carné de jugador nacional.

#### Apertura
| Equipo            | Jugador 1            | Jugador 2         | Jugador 3       | Jugador 4      | Jugador 5        | Jugador 6        |  |
| ----------------- | -------------------- | ----------------- | --------------- | -------------- | ---------------- | ---------------- |  |
| Olimpia           | Yustin Arboleda      | Gastón Díaz       |                 |                |                  |                  |  |
| Motagua           | Jonathan Rougier     | Matías Galvaliz   | Roberto Moreira | Diego Auzqui   | Gonzalo Klusener |                  |  |
| Real España       | Franco Flores        | Samuel Gómez      | Omar Rosas      | Ramiro Rocca   | Yesith Martínez  | Carlos Bernárdez |  |
| Marathón          | Mathías Techera      |                   |                 |                |                  |                  |  |
| Vida              | Guillermo Chavasco   | Lucas Lezcano     | Elías Garay     |                |                  |                  |  |
| Platense          | Yerson Gutiérrez     | Yarleison Gómez   |                 |                |                  |                  |  |
| Honduras Progreso | Yasni Quiñónez       | Sergio Villarreal | Juan Bolaños    | Óscar Lucumí   | Jitson Mosquera  |                  |  |
| UPNFM             |                      |                   |                 |                |                  |                  |  |
| Real Sociedad     | Juan Pablo Domínguez | Breyner Bonilla   | Maikel Reyes    | Jonathan Corzo | Nelson Johnston  | Mateo Cardona    |  |
| Victoria          | William Robledo      | Andrés Rentería   | Yaudel Lahera   |                |                  |                  |  |

#### Clausura
| Equipo            | Jugador 1        | Jugador 2        | Jugador 3           | Jugador 4        | Jugador 5        |  |
| ----------------- | ---------------- | ---------------- | ------------------- | ---------------- | ---------------- |  |
| Olimpia           | Yustin Arboleda  |                  |                     |                  |                  |  |
| Motagua           | Jonathan Rougier | Roberto Moreira  | Diego Auzqui        | Franco Olego     | Lucas Baldunciel |  |
| Real España       | Omar Rosas       | Ramiro Rocca     | Carlos Bernárdez    | Heyreel Saravia  | Ezequiel Denis   |  |
| Marathón          | Braian Molina    | Santiago Córdoba | Lucas Campana       | Juan Vieyra      |                  |  |
| Vida              | Víctor Blasco    | Rafael Agámez    | Marcos Velásquez    | Patrick Ferreira |                  |  |
| Platense          | Álvaro Klusener  | Federico Maya    | Francisco Del Riego | Francisco Ojeda  |                  |  |
| Honduras Progreso | Andrés Salazar   | Leslie Heraldez  | Oidel Pérez         | Richard Mercado  |                  |  |
| UPNFM             |                  |                  |                     |                  |                  |  |
| Real Sociedad     | Nelson Johnston  | Jamal Charles    | Akeem Roach         |                  |                  |  |
| Victoria          | Yaudel Lahera    | Luis Hurtado     |                     |                  |                  |  |

### Promedio de Descenso
| Pos  | Equipo            | Ap. 2021 | Cl. 2022 | Total | PJ | Promedio |
| ---- | ----------------- | -------- | -------- | ----- | -- | -------- |
| 1.º  | Real España       | 38       | 37       | 75    | 36 | 2.0833   |
| 2.º  | Olimpia           | 35       | 32       | 67    | 36 | 1.8611   |
| 3.º  | Motagua           | 35       | 28       | 63    | 36 | 1.7500   |
| 4.º  | Vida              | 36       | 25       | 61    | 36 | 1.6944   |
| 5.º  | Marathón          | 27       | 23       | 50    | 36 | 1.3889   |
| 6.º  | Victoria          | 14       | 32       | 46    | 36 | 1.2778   |
| 7.º  | UPNFM             | 27       | 15       | 42    | 36 | 1.1667   |
| 8.º  | Honduras Progreso | 15       | 23       | 38    | 36 | 1.0556   |
| 9.º  | Real Sociedad     | 16       | 17       | 33    | 36 | 0.9167   |
| 10.º | Platense          | 6        | 23       | 29    | 36 | 0.8056   |

|  | |
|  | El Platense, equipo que ocupó esta posición al finalizar la temporada, descendió a la Liga de Ascenso. |